# Vaughan Frederick Randal Jones
Vaughan Frederick Randal Jones, novozelandski matematik, * 31. december 1952, Gisborne, Nova Zelandija, † 6. september 2020, Nashville, Združene države Amerike.
Študiral je na Univerzi v Aucklandu, doktorski študij pa je končal na Univerzi v Ženevi. Po študiju se je preselil v Združene države Amerike, kjer je večino svoje kariere deloval na Univerzi Kalifornije v Berkeleyju.
Znan je predvsem po delu na področju von Neumannove algebre in vozelnih polinomov. Njegova odkritja so transformirala teorijo vozlov in odprla povezave s statistično mehaniko, konformno teorijo polja ter kvantizacijo Liejevih grup.
Za svoje dosežke je leta 1990 prejel Fieldsovo medaljo.